# سكوير سبيس
سكوير سبيس (بالإنجليزية: Squarespace) هي شركة أمريكية لبناء واستضافة مواقع الويب ومقرها مدينة نيويورك. يوفر البرنامج كخدمة لبناء مواقع الويب واستضافتها ، ويسمح للمستخدمين باستخدام قوالب مواقع الويب المبنية مسبقًا وعناصر السحب والإفلات لإنشاء صفحات الويب وتعديلها.
في عام 2003 ، أسس أنتوني كاسالينا Squarespace كخدمة استضافة مدونة أثناء التحاقه بجامعة ماريلاند ، كوليدج بارك. كان الموظف الوحيد فيها حتى عام 2006 عندما وصلت إيراداتها إلى مليون دولار. نمت الشركة من 30 موظفًا في عام 2010 إلى 550 بحلول عام 2015. وبحلول عام 2014 ، جمعت ما مجموعه 78.5 مليون دولار من رأس المال الاستثماري ؛ أدوات التجارة الإلكترونية المضافة وخدمات اسم المجال والتحليلات ؛ واستبدلت الواجهة الخلفية للترميز بميزات السحب والإفلات. بدأ التداول في بورصة نيويورك في 19 مايو 2021. وفقًا لـ W3Techs ، يتم استخدام Squarespace بواسطة 1.9٪ من أفضل 10 ملايين موقع.

## وصلات خارجية
- الموقع الرسمي